# Tournoi de tennis de Bucaramanga
Le Claro Open Bucaramanga (anciennement Seguros Bolívar Open Bucaramanga) est un tournoi international de tennis masculin faisant partie de l'ATP Challenger Tour ayant lieu tous les ans au mois de janvier à Bucaramanga (Colombie). Il a été créé en 2009 et se joue sur terre battue.

## Palmarès

### Simple
| Année | Vainqueur            | Finaliste            | Score         |
| ----- | -------------------- | -------------------- | ------------- |
| 2009  | Horacio Zeballos     | Carlos Salamanca     | 7-5, 6-2      |
| 2010  | Eduardo Schwank      | Juan Pablo Brzezicki | 6-4, 6-2      |
| 2011  | Éric Prodon          | Fernando Romboli     | 6-3, 4-6, 6-1 |
| 2012  | Wayne Odesnik        | Adrian Ungur         | 6-1, 7-64     |
| 2013  | Federico Delbonis    | Wayne Odesnik        | 7-64, 6-3     |
| 2014  | Alejandro Falla      | Paolo Lorenzi        | 7-5, 6-1      |
| 2015  | Daniel Gimeno-Traver | Gastão Elias         | 6-3, 1-6, 7-5 |
| 2016  | Gerald Melzer        | Paolo Lorenzi        | 6-3, 6-1      |
| 2017  | Guido Pella          | Facundo Argüello     | 6-2, 6-4      |

### Double
| Année | Vainqueur                         | Finaliste                             | Score             |
| ----- | --------------------------------- | ------------------------------------- | ----------------- |
| 2009  | Diego Álvarez Carles Poch-Gradin  | Carlos Avellán Eric Gomes             | 7-67, 6-1         |
| 2010  | Pere Riba Santiago Ventura        | Marcelo Demoliner Rodrigo Guidolin    | 6-2, 6-2          |
| 2011  | Juan Sebastián Cabal Robert Farah | Pablo Galdón Andrés Molteni           | 6-1, 6-2          |
| 2012  | Ariel Behar Horacio Zeballos      | Miguel Ángel López Jaén Paolo Lorenzi | 6-4, 7-65         |
| 2013  | Marcelo Demoliner Franko Škugor   | Sergio Galdós Marco Trungelliti       | 7-68, 6-2         |
| 2014  | Juan Sebastián Cabal Robert Farah | Kevin King Juan-Carlos Spir           | 7-63, 6-3         |
| 2015  | Guillermo Durán Andrés Molteni    | Nicolás Barrientos Eduardo Struvay    | 7-5, 6-78, [10-0] |
| 2016  | Julio Peralta Horacio Zeballos    | Sergio Galdós Luis David Martínez     | 6-2, 6-2          |
| 2017  | Sergio Galdós Nicolás Jarry       | Sekou Bangoura Evan King              | 6-3, 5-7, [10-1]  |